# Dioscorea banzhuana
Dioscorea banzhuana är en enhjärtbladig växtart som beskrevs av Sheng Seng Ji Pei och Chih Tsun Ting. Dioscorea banzhuana ingår i släktet Dioscorea och familjen Dioscoreaceae. Inga underarter finns listade i Catalogue of Life.